# Miara trywialna
Miara trywialna – miara przyporządkowująca każdemu zbiorowi mierzalnemu miarę zerową (zob. zbiór miary zero); równoważnie: miara jest trywialna wtedy i tylko wtedy, gdy miara całej przestrzeni jest równa zeru. Innymi słowy jest ona niezmiennicza (a więc quasi-niezmiennicza) dla dowolnej funkcji danej przestrzeni mierzalnej w siebie.

## Własności
Niech {\displaystyle \mu } oznacza miarę trywialną określoną na pewnej przestrzeni mierzalnej {\displaystyle (X,{\mathfrak {M}}),} która jest zarazem przestrzenią topologiczną taką, że {\displaystyle {\mathfrak {M}}} jest σ-algebrą borelowską na {\displaystyle X.}
- Miara {\displaystyle \mu } trywialnie spełnia warunek regularności miary.
- Miara {\displaystyle \mu } nigdy nie jest ściśle dodatnia, bez względu na {\displaystyle (X,{\mathfrak {M}}),} gdyż każdy zbiór mierzalny jest miary zero.
- Ponieważ {\displaystyle \mu (X)=0,} to {\displaystyle \mu } zawsze jest miarą skończoną, a stąd także lokalnie skończoną.
- Jeżeli {\displaystyle X} jest przestrzenią Hausdorffa z jej σ-algebrą borelowską, to {\displaystyle \mu } trywialnie spełnia warunek wewnętrznej regularności (ciasności/jędrności) miary. Wraz z powyższą własnością oznacza to, że {\displaystyle \mu } jest wówczas miarą Radona. Istotnie, jest to wierzchołek stożka wszystkich nieujemnych miar Radona na {\displaystyle X.}
- Jeżeli {\displaystyle X} jest nieskończeniewymiarową przestrzenią Banacha z jej σ-algebrą borelowską, to {\displaystyle \mu } jest jedyną miarą na {\displaystyle (X,{\mathfrak {M}}),} która jest zarazem lokalnie skończona i niezmiennicza ze względu na wszystkie przesunięcia {\displaystyle X} (zob. uwaga).
- Jeżeli {\displaystyle X} jest {\displaystyle n}-wymiarową przestrzenią euklidesową {\displaystyle \mathbb {R} ^{n}} wraz z jej zwykłą σ-algebrą oraz {\displaystyle n}-wymiarową miarą Lebesgue’a {\displaystyle \lambda _{n},} to {\displaystyle \mu } jest miarą osobliwą względem {\displaystyle \lambda _{n}.} Wystarczy rozłożyć {\displaystyle \mathbb {R} ^{n}} na {\displaystyle A=\mathbb {R} ^{n}\setminus \{\mathbf {0} \}} oraz {\displaystyle B=\{\mathbf {0} \}} i zauważyć, że {\displaystyle \mu (A)=\lambda _{n}(B)=0.}